# سیارک ۲۹۳۱۱
سیارک ۲۹۳۱۱ (به انگلیسی: 29311 Lesire، نامگذاری:1994BQ3) بیست و نه هزار و سیصد و یازدهمین سیارک کشف شده‌است که در ۱۶ ژانویه ۱۹۹۴ کشف شد.